# MEDLINE
MEDLINE (de l'anglais Medical Literature Analysis and Retrieval System Online) est une base de données bibliographiques regroupant la littérature relative aux sciences biologiques et biomédicales. La base est gérée et mise à jour par la Bibliothèque américaine de médecine (NLM).

## Description
Elle était consultable à distance dès 1972 (dès 1988 par Minitel). L'interface PubMed permet de consulter gratuitement la base de données à partir d'un navigateur World Wide Web.
En mars 2024, la base de données comprend plus de 31 millions de références bibliographiques référencées provenant de plus de 5200 sources différentes (revues en biologie et dans les différents domaines de la santé) dont les plus anciennes remontent à 1902. À ce titre, elle est devenue l'outil de travail quotidien indispensable des chercheurs en biologie et des professionnels de santé.
Le thésaurus MeSH, mis à jour annuellement, est utilisé pour l'indexation des références bibliographiques dans Medline. Longtemps réalisée par des bibliothécaires de la National Library of Medicine, l'indexation est intégralement automatisée depuis avril 2022 ; cette automatisation s'accompagne d'un appauvrissement de la qualité de l'indexation notée par plusieurs professionnel·les de l'information. 
Les journaux indexés sont choisis par un comité d'experts appelé Literature Selection Technical Review Committee en fonction de critères de qualité et de portée. Des publications sont régulièrement ajoutées ou supprimées. En 2022, plus de 5300 journaux sont indexés.
En 2022, Medline a indexé plus de 1 360 000 citations provenant de 5 300 revues scientifiques.